# Bodys Isek Kingelez
Bodys Isek Kingelez (Kimbembele Ihunga, Democratische Republiek Congo 1948 – Kinshasa, 14 maart 2015) was een beeldende kunstenaar uit Congo-Kinshasa. Hij is het meest bekend van zijn kartonnen maquettes van utopische steden. Deze zijn tentoongesteld in verschillende Europese en Amerikaanse musea, onder andere In het Centre Georges Pompidou (Parijs), Museum of Modern Art (New York) en tijdens de documenta XI in 2002.
In 2010 werd zijn project Ville Fantôme tentoongesteld in Centre Georges Pompidou in Parijs, genaamd Dreamlands.
Hij overleed in een ziekenhuis op 67-jarige leeftijd.